# Булн
Булн (фр. Baulne) насеље је и општина у Француској у региону Париски регион, у департману Есон која припада префектури Етан.
По подацима из 2011. године у општини је живело 1302 становника, а густина насељености је износила 159,36 становника/km². Општина се простире на површини од 8,17 km². Налази се на средњој надморској висини од 70 метара (максималној 144 m, а минималној 49 m).

## Демографија
| 1962. | 1968. | 1975. | 1982. | 1990. | 1999. | 2011. |
| ----- | ----- | ----- | ----- | ----- | ----- | ----- |
| 513   | 613   | 634   | 953   | 1.207 | 1.380 | 1.302 |

График промене броја становника у току последњих година